# Procambarus pilosimanus
Procambarus pilosimanus är en kräftdjursart som först beskrevs av Ortmann 1906.  Procambarus pilosimanus ingår i släktet Procambarus och familjen Cambaridae. IUCN kategoriserar arten globalt som livskraftig. Inga underarter finns listade i Catalogue of Life.